# Paper Mario: The Origami King
Paper Mario: Origami King (яп. ペーパーマリオ オリガミキング Пэ:па: Марио: Оригами Кингу) — компьютерная игра, разработанная компанией Intelligent Systems и изданная Nintendo. Она была выпущена 17 июля 2020 на Nintendo Switch. Это шестая игра в серии Paper Mario, которая является частью более широкой франшизы Mario.
Origami King — межжанровая игра, сочетающая в себе элементы action-adventure, ролевой игры (RPG) и головоломки. Команда разработчиков делала упор на изменения аспектов, присущих прошлым частям серии. Так, в Origami King появился открытый мир и использовали врагов, не связанных с франшизой Mario. Nintendo намеревалась анонсировать игру на E3 2020 в рамках празднования 35-летия Super Mario Bros., но из-за отмены выставки она была представлена независимо от годовщины.
Игра получила в целом положительные отзывы. Критики высоко оценили её дизайн, персонажей и музыку, однако раскритиковали за отклонения от механик других частей серии. Издания восприняли боевую систему неоднозначно: хотя её хвалили за новаторство, она подверглась критике за отсутствие сложности. К сентябрю 2020 года, через два месяца после выпуска, было продано три миллиона копий игры, что сделало её самой продаваемой игрой в серии, а также одной из самых продаваемых игр на Nintendo Switch.

## Игровой процесс
Игрок управляет двухмерной бумажной версией Марио и исследует открытый мир, также состоящий из бумаги и картона. По пути персонаж собирает монеты, на которые можно покупать предметы для использования их в бою, а также спрятанные сокровища, которые можно выставить в музее . Марио может взаимодействовать с неигровыми персонажами, некоторые из которых временно присоединяются к группе игрока и помогают ему в бою или преодолении задач.
В игре используется пошаговая боевая система. Битва начинается при встрече с врагами. Во время боя Марио стоит в центре арены, визуально похожей на мишень для дротиков, разделённой на четыре кольцеобразные секции с 12 радиальными секциями. Каждый враг занимает отдельный слот. В начале хода игрок может двигать кольца горизонтально или вертикально, с целью расположить врагов так, чтобы можно было атаковать сразу нескольких из них. Главному герою отводится ограниченное количество времени и вращений. После того, как игрок закончил перемещать врагов, он может атаковать молотом, который бьёт в секции сетки два на два, или ботинками — один на четыре. Вместо атаки можно лечиться. Если Марио нужна дополнительная помощь, то он может призвать спасённых из сундуков Тоадов. Объём их помощи зависит от того, сколько денег даст им игрок. За победу даются монеты.
Сражения с боссами проходят по аналогичной схеме, однако уже враг размещается в центре, а Марио снаружи. Игроки могут вращать кольца по горизонтали или вертикали. Стрелки на земле отмечают путь, по которому собирается следовать Марио до плитки атаки или магии. На свободных клетках разбросаны дополнительные предметы, такие как очки здоровья и монеты.

## Сюжет
Принцесса Пич приглашает Марио и Луиджи на фестиваль оригами, который должен состояться поблизости от её замка в городе Тоадов. Однако после приезда братья обнаруживают, что город пустует, а Пич, которая очень странно выглядит и ведёт себя необычно (равно как и многие солдаты Боузера), отправляет Марио в подземелье, где тот знакомится с фигуркой-оригами по имени Оливия. Та рассказывает, что за этими событиями стоит её брат — Король Олли, считающий, что плоские изображения недостойны жить совместно со сложенными фигурками. Олли начал с того, что загипнотизировал Пич, сложив её в оригами, превратил практически всех Тоадов в различные фигурки и усилил солдат Боузера (попутно обезвредив его самого, сложив в квадрат), сделав из них объёмные версии, затем он при помощи разноцветных лент перенёс замок на вершину вулкана. Марио и Оливии (и попутно Боузеру) едва удаётся сбежать, но теперь им предстоит выяснить, откуда взялся Олли, сразиться с его слугами и Веллюменталями четырёх стихий (земли, воды, огня и льда) и вернуть замок Пич на место.

## Разработка

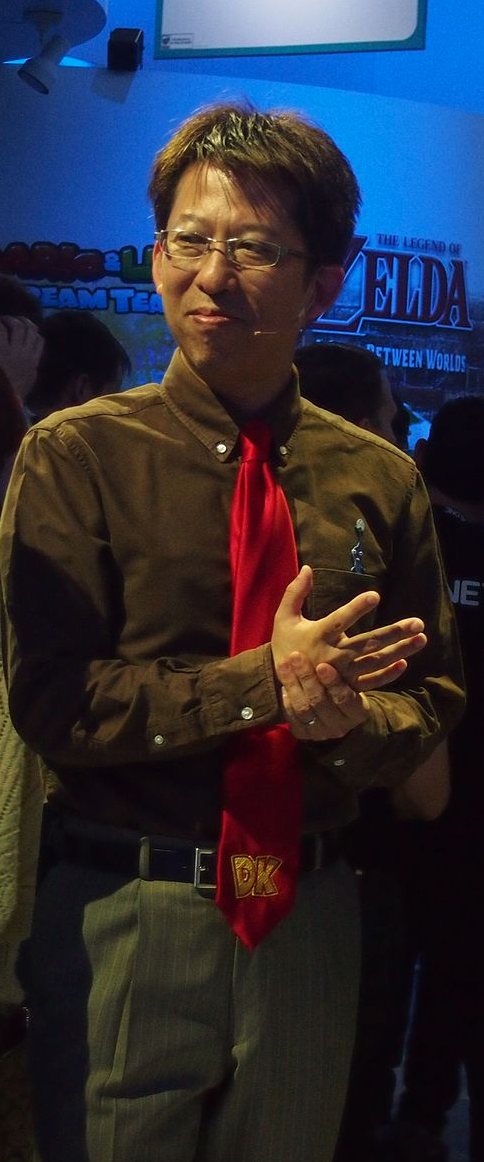
Кенсуке Танабэ, продюсер Paper Mario

Paper Mario: The Origami King была разработана Intelligent Systems. Компания Tose помогала с дизайном и звуковым оформлением. Хотя Сигэру Миямото изначально участвовал в создании серии Paper Mario, продюсер Кенсуке Танабэ утверждал, что Миямото почти не вмешивался в процесс разработки The Origami King, и что Nintendo предоставила разработчикам «почти полный контроль» над направлением игры.
Планы о разработке игры были опубликованы в начале 2020 года. По словам Eurogamer, Nintendo планировала представить игру на конференции E3 2020 в рамках презентации, посвященной 35-летию серии Super Mario, но компании пришлось изменить планы после того, как мероприятие было отменено из-за пандемии COVID-19.
Кенсуке Танабэ из Nintendo, продюсер игры, сказал, что он «бросил самому себе вызов, чтобы создать что-то новое», внедряя новые концепции, отличающиеся от тех, которые использовались в других частях серии. Для создания нового направления в франшизе в игре, помимо бумаги, стали использоваться конфетти и оригами.

### Персонажи
С момента выпуска Paper Mario: Sticker Star новые персонажи серии Paper Mario не могут быть модифицированными версиями существующих персонажей основной франшизы. Чтобы персонажи по-прежнему были узнаваемы в форме оригами, художники создали настоящие макеты, чтобы убедиться, что формы в игре будут такими же реалистичными.
Серия Paper Mario полностью посвящена бумаге. Мы пришли к идее [добавления в нашу игру] канцелярских принадлежностей, когда думали о различных предметах, связанных с бумагой. Мы поняли, что несколько странное изображение канцелярских принадлежностей без добавления к ним человеческих черт может хорошо работать в качестве визуальной зацепки. В конце концов, что-то «нормальное» не обязательно является захватывающим, не так ли?
Танабэ представлял, какие слабости или функции могут быть у врагов, основываясь на их реальных прототипах. Например, удары по задней стороне дырокола выбивают ранее пробитую бумагу, а цветные карандаши действуют в игре как ракеты из-за их формы.
Первым партнёром Марио, придуманным для игры, стал Бобби. В интервью Video Games Chronicle Танабэ заявил, что новый персонаж стал таким же запоминающимся, как и Оливия. Разработчики так же добавили Боузера-младшего, потому что Масахико Нагая, директор Intelligent Systems, «очень хотел включить сюжетную линию, в которой сын намеревается спасти своего отца». Создавая Оливию, разработчики стремились придать ей как можно больше индивидуальности. Танабэ сказал, что большинство персонажей, которые помогают главному герою, как правило, просто являются проводниками или учителями и не обладают особой индивидуальностью, поэтому он хотел, чтобы подобный персонаж в их игре был как можно более общительным.

### Дизайн
Дизайн мира и игровые локации были созданы до того, как сценаристы придумали диалоги. Разработчики тесно сотрудничали с Nintendo, создавая для игры множество мини-игр, чтобы правила и степень сложности соответствовали предполагаемому «эмоциональному потоку» игры.
Я не против мнения фанатов. Однако я рассматриваю свою философию разработки игр отдельно от этого.  Если бы мы снова и снова использовали одну и ту же систему геймплея, о которой мечтают фанаты, мы бы не смогли их удивить или предложить новый игровой процесс.  Мы всегда стараемся превзойти ожидания неожиданным образом.
Танабэ сотрудничал с гейм-директором Color Splash Наохико Аояма, чтобы придумать механику боя. Возможность перемещать кольца во время сражения он сравнивает с кубиком Рубика, сказав: «Это сработало хорошо. Именно в этот момент я убедился, что мы сможем построить нашу боевую систему». Чтобы продемонстрировать свою идею сражений с боссами, Танабэ «нарисовал на доске концентрические круги, наклеил макеты некоторых панелей с помощью магнитов с нарисованными на них стрелками и прочим». Он отметил, что битвы с боссами были разработаны как «противоположность обычным».
В The Origami King есть открытый мир, что отличает её от линейного стиля предыдущих игр Mario. Танабе сказал, что команда дизайнеров проектировала локации так, «чтобы убедиться в том, что в поле зрения игрока всегда есть что-то, что может привлечь его внимание». Отвечая на критику по поводу отсутствия в игре нескольких элементов ролевой игры, Танабэ сказал, что было сложно удовлетворить желание всех поклонников жанра. Разработчики реализовали несколько элементов головоломок специально для старых поклонников франшизы. В пример Танабэ привёл сражения с боссами, он заявил, что «игроки должны угадывать слабые места боссов на основе их характеристик и искать решение, чтобы победить, иначе они не смогут этого сделать. В конце концов, это приключенческая игра, так что было бы не правильно, если бы в битвах не было какого-то элемента головоломок». Кенсуке поставил перед собой задачу перейти к новым и инновационным концепциям и сосредоточиться на них, чтобы ими могла насладиться большая аудитория, не игравшая в серию раннее.

### Выпуск и продвижение
Nintendo выпустила трейлер, анонсирующий The Origami King, 14 мая 2020 года. За предзаказ физической копии в магазине Nintendo UK прилагался бонусный набор листов для оригами и магнитов. Игра просочилась в сеть за неделю до её выпуска, который состоялся 17 июля 2020 года. 28 августа Nintendo добавила Оливию, короля Олли и Принцессу Пич из оригами в качестве коллекционных духов в Super Smash Bros. Ultimate.

## Реакция

### Отзывы критиков
| Сводный рейтинг       | Сводный рейтинг |
| Агрегатор             | Оценка          |
| --------------------- | --------------- |
| Metacritic            | 80/100          |
| Иноязычные издания    |                 |
| Издание               | Оценка          |
| 4Players              | 88/100          |
| Destructoid           | 8/10            |
| EGM                   | [ 29 ]          |
| Famitsu               | 36/40           |
| Game Informer         | 7,75/10         |
| GameSpot              | 8/10            |
| GamesRadar+           | [ 33 ]          |
| IGN                   | 7/10            |
| Jeuxvideo.com         | 14/20           |
| Nintendo Life         | 8/10            |
| Nintendo World Report | 7,5/10          |
| USgamer               | 4/5             |
| VentureBeat           | 85/100          |
| VG247                 | [ 39 ]          |

Paper Mario: The Origami King получила в целом положительные отзывы. Критики хвалили игру за сценарий, высоко оценивая уникальные комедийные диалоги персонажей.
Журнал Electronic Gaming Monthly похвалил остроумие диалогов с каждым Тоадом. Кроме того, критики высоко отметили дизайн мира, а также новые механики. Многим из них понравилось построение мира в бумажном стиле, они сказали, что оно дополняет игру и хорошо сочетается с сюжетной линией. В The Guardian сравнили линейный дизайн открытого мира с серией The Legend of Zelda. В Kotaku оценили интерактивность мира с персонажами, коллекционными сокровищами. Несколько изданий сочли увлекательным поиск спрятанных Тоадов. Изданием Hardcore Gamer саундтрек игры был назван успокаивающим и запоминающимся.
Основным негативным моментом критики сочли отказ от ролевых элементов, присутствующих в предыдущих играх Paper Mario. В USgamer отметили, что The Origami King «стала новым и уникальным опытом в серии, но механики action-adventure не достигли тех же высот, которые достигли предыдущие игры, таких как Paper Mario: The Thousand-Year Door». Шон Мориссон из ESPN раскритиковал игру за отсутствие системы очков опыта.
Реакция на боевую механику была неоднозначной. Многие обозреватели описали стиль боя как новаторский и особенно хвалили за битвы с боссами. В GameSpot назвали новую боевую систему умной, заявив, что она «[превратила] ахиллесову пяту серии в одну из её самых сильных сторон». Однако некоторые критики сочли изменения в боевой системе разочаровывающими. Хотя Кэм Ши из IGN назвал новую механику новаторской, он отметил, что бой скорее доставляет неудобства, чем бросает реальный вызов. Крис Колер из Kotaku также заметил, что «вознаграждение в виде монет иногда оправдывает вступление в битву, но они не так уж важны по сравнению с очками опыта».

### Продажи
Paper Mario: The Origami King дебютировала на втором месте в Великобритании в рейтинге самых продаваемых новых видеоигр, следуя за Ghost of Tsushima. Она стала самой продаваемой игрой из серии Paper Mario, превзойдя Super Paper Mario. В Японии игра также находилась на втором месте среди новинок, было продано более 100 тысяч копий. Игра заняла третье место в чартах NPD Group за июль 2020 года. В том же месяце она стала самой продаваемой игрой для Nintendo Switch на Amazon.

### Награды и номинации
| Год  | Церемония                   | Категория             | Результат | Примечания    |
| ---- | --------------------------- | --------------------- | --------- | ------------- |
| 2020 | 2020 Golden Joystick Awards | Лучшая семейная игра  | Номинация | [ 49 ] [ 50 ] |
| 2020 | 2020 Golden Joystick Awards | Игра года от Nintendo | Номинация | [ 49 ] [ 50 ] |
| 2020 | The Game Awards 2020        | Лучшая семейная игра  | Номинация | [ 51 ] [ 52 ] |